# 林生茜草
林生茜草（学名：Rubia sylvatica）为茜草科茜草属下的一个种。

## 扩展阅读
- 維基物種上的相關：林生茜草